# 35xxxv
35xxxv (a veces estilizado como Sātīfaibu o thirty five) —en español: Treinta y cinco— es el séptimo álbum de la banda japonesa de J-rock ONE OK ROCK, fue lanzado el 11 de febrero de 2015 a través del sello discográfico de Japón Amuse, Inc.. Este es su primer álbum grabado en el extranjero, principalmente en los Estados Unidos. La canción "Mighty Long Fall" fue el tema de la película de la secuela de 2014, Rurouni Kenshin: Kyoto Inferno, mientras que "Heartache" fue utilizado para la tercera película, Rurouni Kenshin: The Legend Ends. "Mighty Long Fall" alcanzó el puesto #2 en el Billboard Japan Hot 100 y permaneció durante 17 semanas.
La versión limitada de un álbum de pre-pedido con un DVD de la actuación acústica de la banda para las canciones "Mighty Long Fall" y "Decisión" se agotó inmediatamente antes de finales de 2014.
El 28 de febrero de 2015, el álbum alcanzó el puesto # 11 en Billboard Heatseekers Albums. Esta posición es para músicos nuevos y próximos, que suele ser un peldaño hacia Billboard 200 o Billboard Hot 100. En la misma semana, alcanzó el puesto # 43 en los álbumes independientes de Billboard. Luego alcanzó el puesto #23 en el Billboard Hard Rock Albums Chart y alcanzó el #1 en el Billboard World Albums Chart.
Una versión de las letras inglesas del álbum fue lanzada en los Estados Unidos en Warner Bros. Records el 25 de septiembre de 2015 con dos pistas exclusivas de los EE. UU..

## Antecedentes
La banda comenzó a grabar el álbum en enero de 2014 en Los Ángeles, Estados Unidos. Lo hicieron durante su gira de estreno en Los Ángeles y Nueva York. Trabajaron con John Feldmann y Chris Lord-Alge. El 12 de enero de 2014 su productor de álbumes John Feldmann tuiteó que ONE OK ROCK ya había comenzado a grabar su nuevo álbum. Su primer single del próximo álbum, "Mighty Long Fall", es el tema de la secuela de Rurouni Kenshin. ONE OK ROCK lanzó el nuevo single "Mighty Long Fall/Decisión" el 30 de julio de 2014. La canción "Decisión" es el tema de su película documental "Fool cool rock". Un video musical para "Decisión" lanzado el 20 de agosto de 2014 contiene un recopilatorio de su última gira por Europa y Asia.
En septiembre de 2014, ONE OK ROCK celebró un concierto de estadio de dos días en el estadio de Yokohama ante 60.000 personas llamadas "Mighty Long Fall Live en Yokohama Stadium 2014". Esta fue su primera actuación en un estadio. Su actuación fue transmitida en vivo por WOWOW. Tocaron más de veinte canciones, incluyendo tres nuevas canciones y un cover de "A Thousand Miles" de Vanessa Carlton.

## Lista de canciones
| N.º | Título                                                    | Duración |  |
| 1.  | «3xxxv5»                                                  | 1:41     |  |
| 2.  | «Take Me to the Top»                                      | 3:15     |  |
| 3.  | «Cry Out»                                                 | 3:48     |  |
| 4.  | «Suddenly»                                                | 3:03     |  |
| 5.  | «Mighty Long Fall»                                        | 4:03     |  |
| 6.  | «Heartache»                                               | 4:24     |  |
| 7.  | «Memories»                                                | 3:21     |  |
| 8.  | «Decisión»                                                | 3:44     |  |
| 9.  | «Paper Planes» (con Kellin Quinn de Sleeping with Sirens) | 3:20     |  |
| 10. | «Good Goodbye»                                            | 3:44     |  |
| 11. | «One by One»                                              | 3:39     |  |
| 12. | «Stuck in the Middle»                                     | 3:32     |  |
| 13. | «Fight the Night»                                         | 4:16     |  |

Edición de lujo
En julio de 2015, ONE OK ROCK anunció oficialmente que firmaron con Warner Bros. Records y planeó relanzar 35xxxv como una edición de lujo que contiene todas las canciones en inglés el 25 de septiembre de 2015. 

| N.º | Título                                  | Duración |  |
| 8.  | «Decisión» (con Tyler Carter de Issues) | 3:44     |  |
| 14. | «Last Dance»                            | 3:49     |  |
| 15. | «The Way Back»                          | 3:02     |  |